# مهدی میر معزی
مهدی میر معزی (زاده ۱۳۳۲ قزوین) مدیر اجرایی و سیاست‌مدار ایرانی است، که هم‌اکنون به‌عنوان مدیرعامل گروه گسترش انرژی پاسارگاد و عضو هیئت مدیره شرکت مهندسی و ساخت تأسیسات دریایی ایران فعالیت می‌کند.
وی دانش‌آموخته کارشناسی مهندسی صنایع از دانشگاه صنعتی شریف و کارشناسی ارشد مهندسی صنایع از دانشگاه صنعتی امیرکبیر است. میرمعزی از سال ۱۳۷۷ تا ۱۳۷۹ معاونت طرح و توسعه وزارت نفت را برعهده داشت و از سال ۱۳۷۹ تا ۱۳۸۰ قائم‌مقام مدیرعامل و نایب رئیس هیئت مدیره شرکت ملی نفت ایران بود. وی در فاصله سال‌های ۱۳۸۰ تا ۱۳۸۴ به‌عنوان مدیرعامل شرکت ملی نفت ایران فعالیت می‌کرد.